# Massacre de Wad Al-Noura
Le massacre de Wad Al-Noura a lieu le 5 juin 2024, au cours de la guerre civile soudanaise, lorsque les Forces de soutien rapide (FSR) attaquent à deux reprises le village de Wad Al-Noura dans l'État d'Al-Jazirah, au Soudan, tuant au moins 150 civils. Le 5 juin 2024 vers 5 h (UTC+2), les FSR assiègent le village et ouvrent le feu sur les habitants. 

## Contexte

### Localisation géographique
Le village de Wad Al-Noura est situé dans l'État d'Al-Jazirah, au Sud-Est du Soudan. La localité se situe dans la zone d'influence économique de la capitale, Khartoum.

### Guerre civile soudanaise
En avril 2023, après une tentative de prise de pouvoir au Soudan par les Forces de soutien rapide, menées par Mohamed Hamdan Dogolo, une guerre civile éclate entre cette force paramilitaire et l'armée régulière soudanaise, défendant le gouvernement en place (dirigé par le général Abdel Fattah al-Burhan). Selon un responsable diplomatique américain, le conflit aurait causé 150 000 morts en un peu plus d'un an.
Au cours de la guerre, les FSR sont accusées à plusieurs reprises de pillages, de massacres, de violences sexuelles et ethniques. Dans la ville d'El-Geneina en particulier, cette unité paramilitaire est accusée de crimes de guerre et de crimes contre l'humanité, après la mort de 10 000 à 15 000 civils. De son côté, l'organisation de défense des droits humains Human Rights Watch affirme que les FSR sont en train de « commettre un génocide ». Des accusations sont également portées contre les forces gouvernementales. 
À la suite d'un précédent massacre commis en décembre 2023 dans la région de Wad Al-Noura, l'armée soudanaise décide de fournir aux habitants des villages des armes légères pour pouvoir riposter aux attaques des FSR.

## Déroulement des faits
Les comités de résistance civile rapportent qu'après s'être postés au bureau d'Al-Nala, à la périphérie du village, les Forces de soutien rapide se sont filmés en train de déclencher des bombardements intenses et des tirs d'armes lourdes sur le village. La Force aérienne soudanaise disperse les FSR et les force à se retirer dans le quartier voisin d'Al-Ashra, où ils pillent le village. 
Après cela, les paramilitaires rassemblent plusieurs dizaines de véhicules et reviennent aux abords de Wad Al-Noura pour encercler et assiéger le village. Selon un habitant de Wad Al-Noura, une trentaine de pick-ups occupés par des combattants des FSR ont attaqué le village.
Après avoir rencontré une forte résistance villageoise, malgré le déséquilibre en armes, la milice entre dans le village par l'hôpital. Ils pillent ensuite des voitures, des commerces et plusieurs maisons, coupent l'accès au réseau Internet dans le village et répartissent leurs soldats sur les toits des mosquées. Depuis ces positions, ils ciblent au hasard les habitants avec leurs armes à feu, la plupart d'entre eux n'étant pas armés. Le quartier général du comité de résistance est également pris d'assaut et plusieurs miliciens, faiblement équipés et entrainés, sont tués. 
Aucun renfort des Forces armées soudanaises n'arrive dans le village après le début du deuxième assaut.
D'autres sources affirment que les victimes auraient été causées par des bombardements à l'arme lourde contre le village.

## Victimes
Des photos et vidéos partagées par le comité de résistance de Madani montrent les corps de dizaines de villageois, recouverts de draps blancs, sur la place publique de Wad Al-Noura, prêts à être enterrés,. Parmi les personnes décédées figure le journaliste de l'agence soudanaise de presse, Makkawi Muhammad Ahmed. Le décompte du nombre total de victimes est retardé en raison des pannes de réseau dans le village. Le décompte provisoire passe progressivement de 100 à 200 morts,.
Le 7 juin 2024, un bilan d'environ 150 morts dont au moins 35 enfants est évoqué par La Presse.ca.
Des témoins oculaires de l'attaque affirment que les assaillants ont exécuté des civils blessés et ciblé des femmes et des enfants. L'assaut entraîne le déplacement forcé de toutes les femmes et enfants survivants dans le village ; beaucoup trouvent refuge à Al-Manaqil. De nombreux survivants critiquent l'absence de réaction des forces armées soudanaises, qui n'ont envoyé aucun renfort pour défendre le village lors du deuxième assaut, malgré les demandes d'aide de nombreux villageois.
Un terrain de football du village est transformé en cimetière pour inhumer les victimes du massacre.

## Réactions
Les Forces de soutien rapide justifient le massacre sur leur compte Twitter officiel en affirmant que le village abritait des combattants des brigades Burhan et des moudjahidines et que ces soldats prévoyaient d'attaquer leurs forces dans la région de Jebel Aulia à Khartoum.
L'Observatoire Mashad pour les droits de l'homme condamne fermement les attaques aveugles et le déplacement forcé de femmes et d'enfants qui en résulte, les qualifiant de crimes de guerre violant les droits de l'homme et le droit international. Ils appellent la communauté internationale à dénoncer les FSR, à intervenir pour empêcher de nouveaux crimes de guerre et à rendre justice en sanctionnant les responsables. 
Le Parti Oumma dénonce les crimes contre l'humanité perpétrés par les FSR et affirme que l'assaut représente une continuation du nettoyage ethnique et du génocide du Darfour. Ils avertissent la communauté internationale des conséquences si ces crimes ne sont pas dénoncés et si les FSR ne sont pas tenues pour responsables de leurs actes.
Le Secrétaire général des Nations unies, par la voix de son porte-parole Stéphane Dujarric, dénonce l'attaque. Il appelle à mettre fin aux violences contre les civils. L'Union africaine condamne ce qu'elle désigne comme un « massacre » et alerte sur les risques de famine pesant sur la population soudanaise. Elle appelle à « mettre un terme une bonne fois pour toutes » à la guerre. 
Les États-Unis dénoncent également les massacres, souhaitant que les FSR « rendent des comptes ».